# Le Matador saluant
Le Matador saluant  est une huile sur toile réalisée par Édouard Manet entre 1866 et 1867 (113 × 171,1 cm). Elle fait partie des œuvres de Manet refusées au Salon de Paris de 1866. L'artiste fut autorisé par le préfet à l'exposer dans son atelier sous la condition formelle de n'en ouvrir pas trop largement les portes. 
Il reste des incertitudes sur la date exacte de l'exécution de l'œuvre. Charles S. Moffett cite une première référence certaine en 1867, lors d'une exposition particulière au pavillon de l'Alma. 
Étienne Moreau-Nélaton et Adolphe Tabarant, s'accordent à dire que le frère de Manet, Eugène, a servi de modèle pour le personnage, et qu'il s'agit bien d'un torero applaudi par la foule après la mort du taureau.
L'acquéreur de l'œuvre, Théodore Duret, affirme qu'il s'agit plutôt d'un torero demandant la permission de tuer le taureau.
À la différence du tableau Mlle V. en costume d'espada considéré d'un point de vue tauromachique comme fantaisiste, Le Matador saluant a été exécuté après le voyage de Manet en Espagne en 1865. Il reflète à l'évidence une admiration pour l'Espagne et pour son art. Charles S. Moffet voit dans ce tableau une correspondance avec Vélasquez et Zurbarán qui ont inspiré l'artiste pour la composition du tableau et l'utilisation des couleurs.
Le Matador saluant est la première œuvre de très grand format réalisée par Manet. Louisine Havemeyer hésita avant de l'acheter à Théodore Duret. Elle craignait que la taille du tableau ne convienne pas à son mari. Elle finit par se décider lorsque Mary Cassatt affirma : « C'est exactement le format que voulait Manet (...) ». En fait, Henry Osborne Havemeyer s'enticha des grands formats et acheta aussitôt le Jeune Homme en costume de majo qui faisait aussi partie de la période hispanisante de Manet. 
Les deux tableaux ont été légués au Metropolitan Museum of Art de New York en 1929. Mlle V. en costume d'espada s'y trouve également.

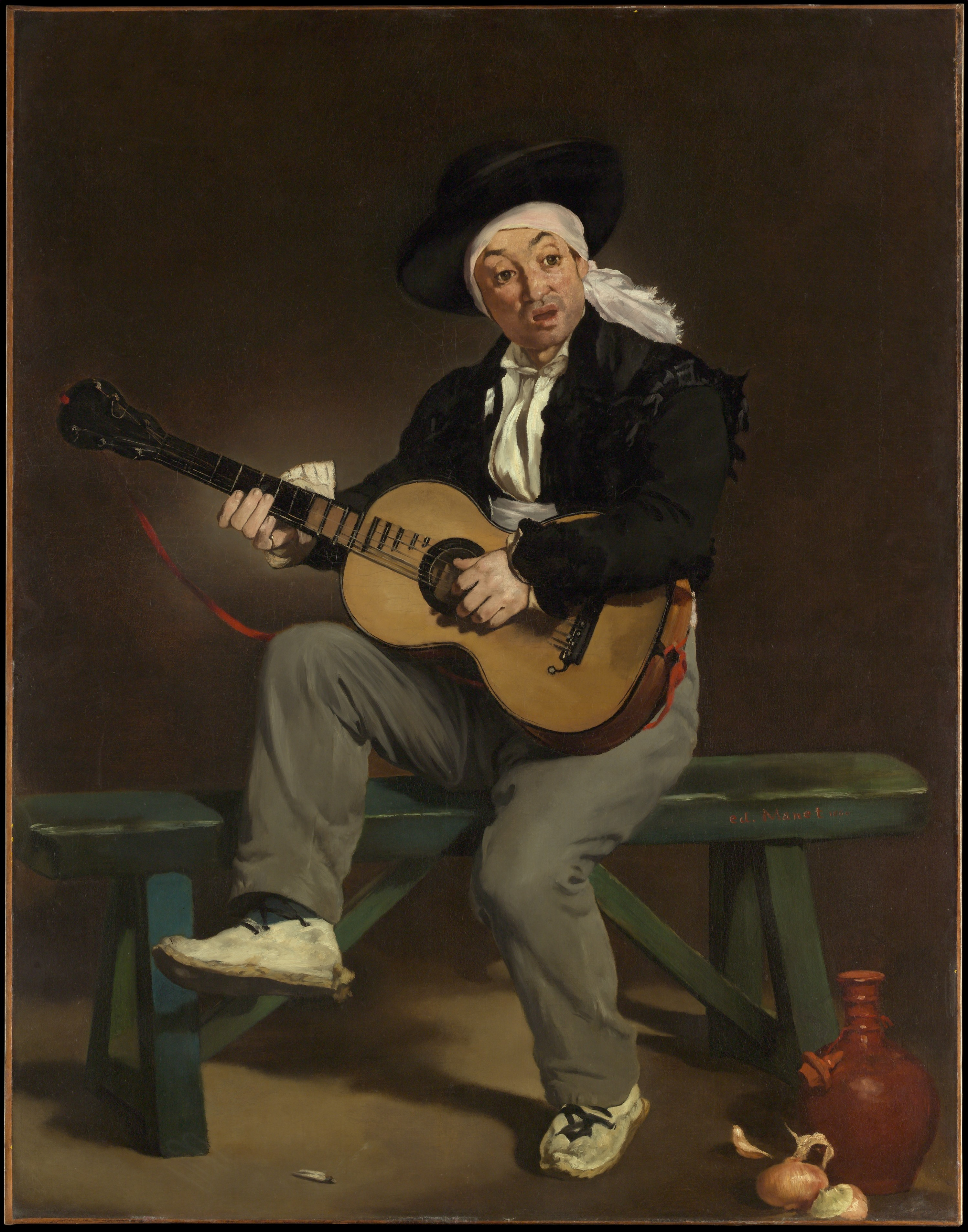
Le Chanteur espagnol 1860
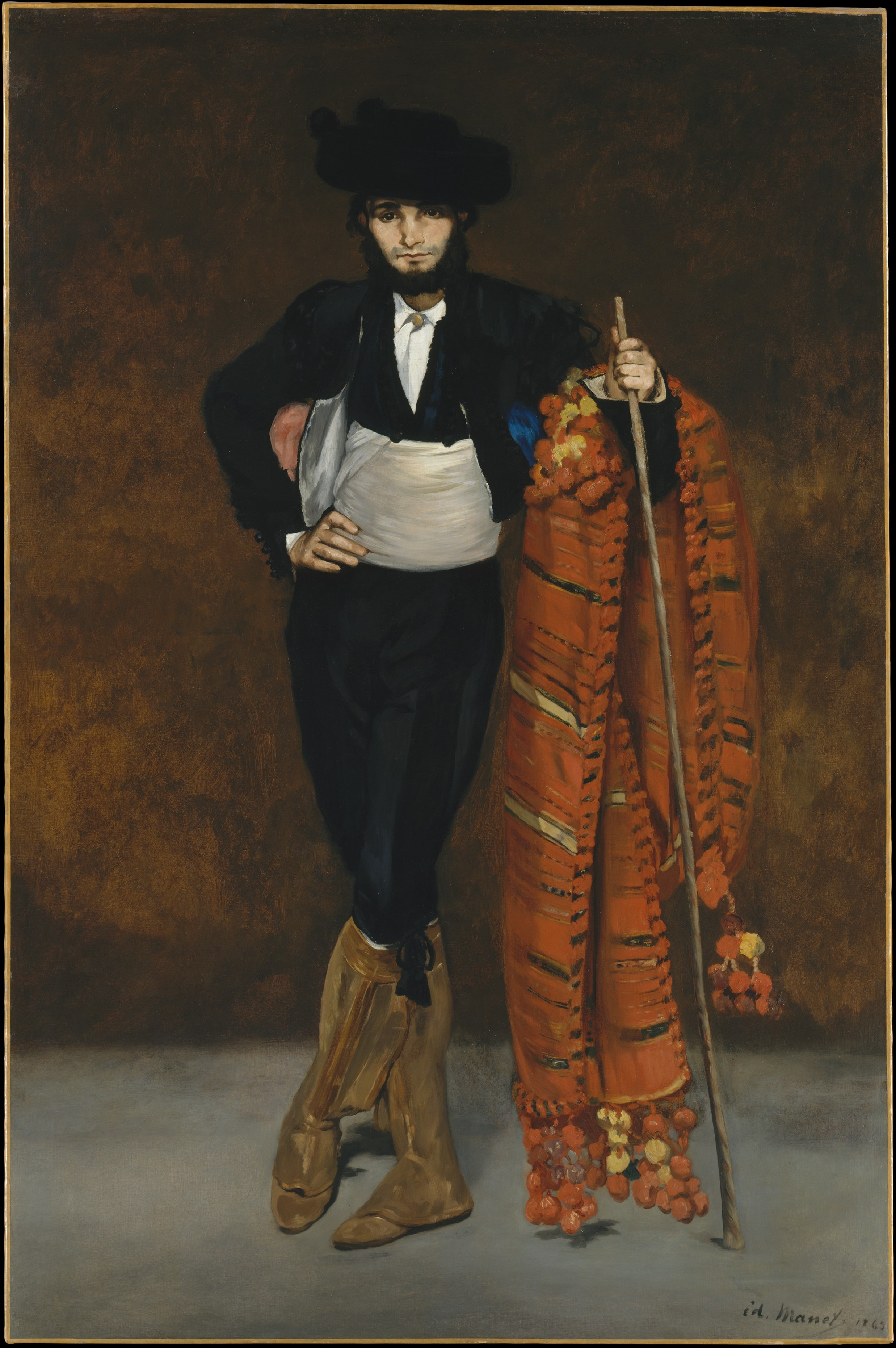
Jeune homme en costume de majo 1863
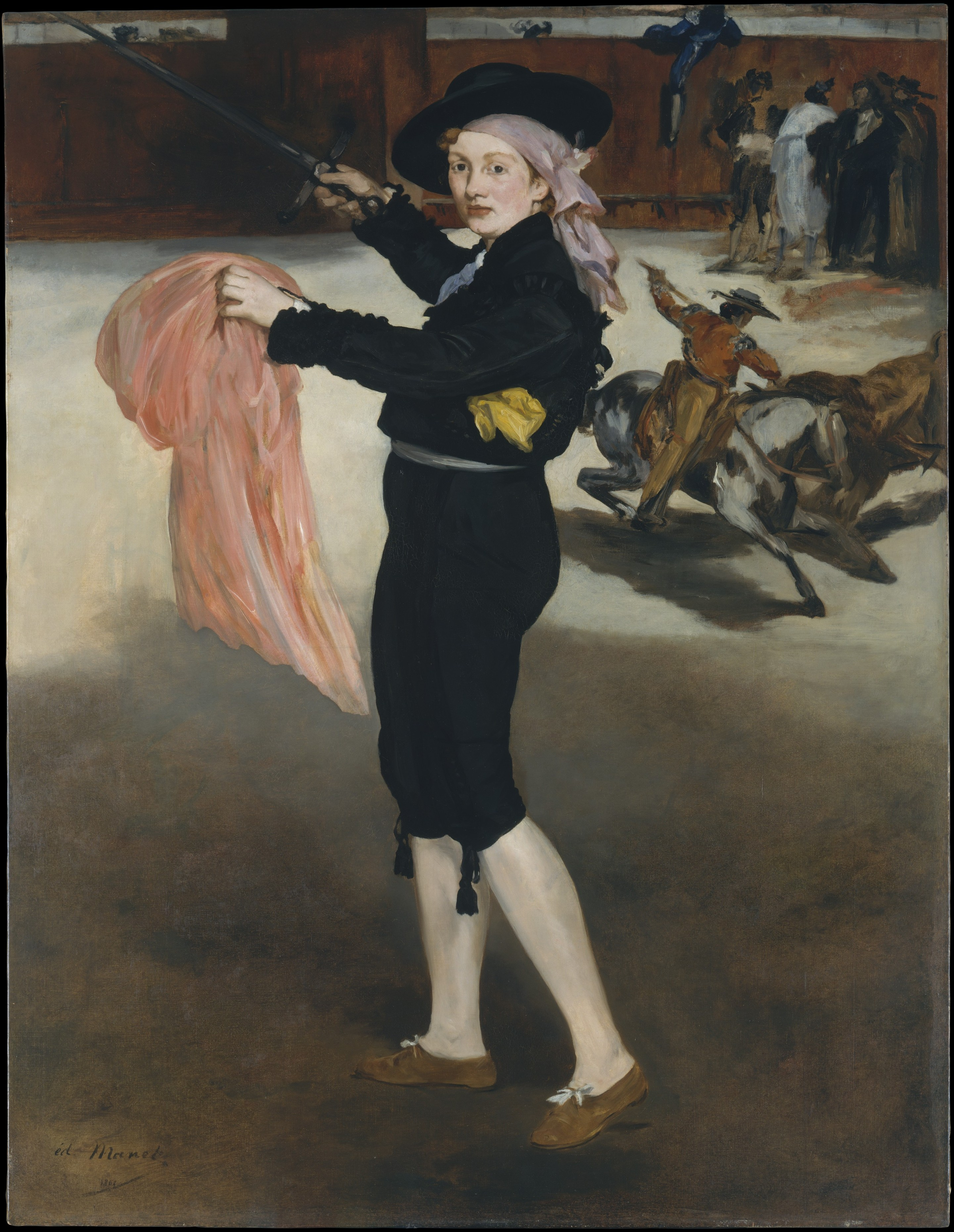
Mlle V. en costume d'espada